# Ottawa (stam)

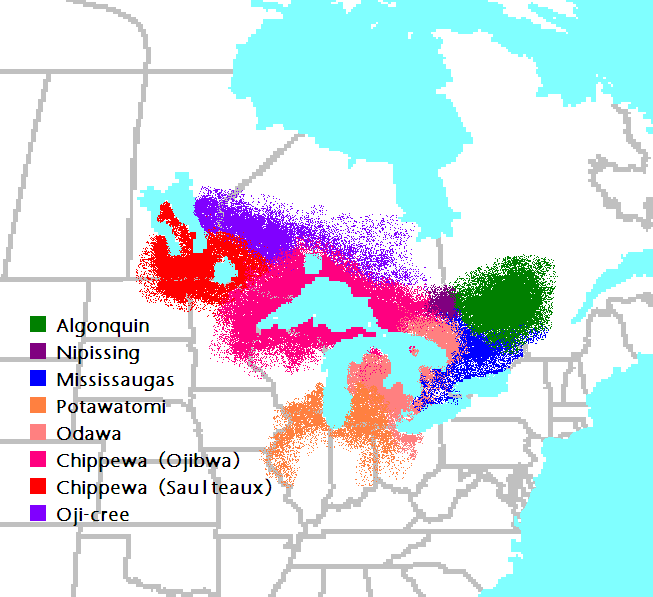
Ottawas bosättningsområde omkring år 1800 visas i skärt.

Ottawa (även Odawa eller Odaawaa), betyder handelsmän, är en nordamerikansk ursprungsbefolkning vars historiska bosättningsområde är i det nordöstra skogsområdet. Deras språk är en variant av anishinaabemowin, som är ett av cirka tjugo algonkinspråk. 

## Historia
Historiskt är ottawa kända för att, precis som algonkiner och ojibwa, ha varit Frankrikes allierade under krigen mot Irokesförbundet och Storbritannien under de fransk-indianska krigen. Pontiac, organisatören av Pontiacs uppror mot Storbritannien, var en politisk och militär ledare hos ottawa.

## Dagens bosättningsområde

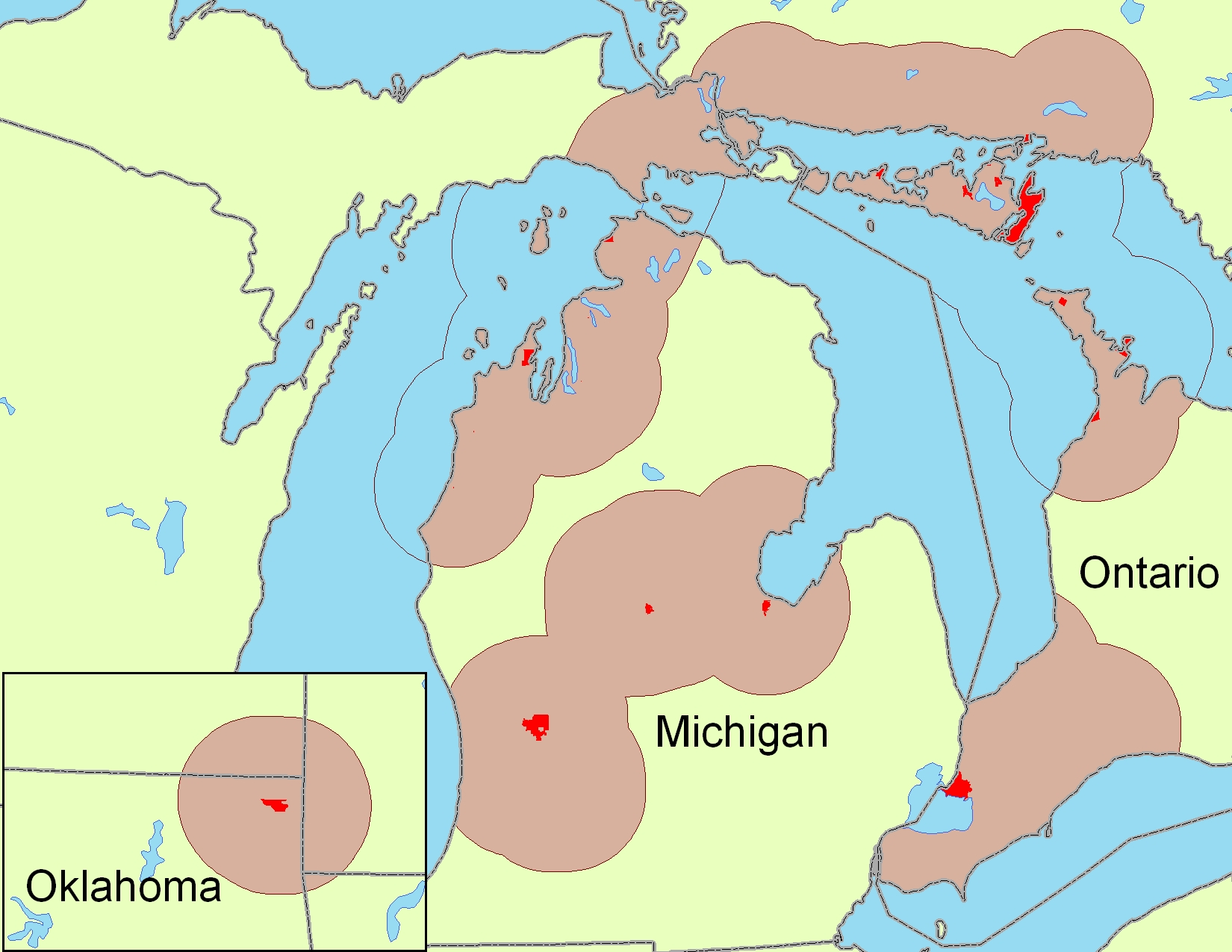
Ottawas bosättningsområde idag.